# Rhododendron saluenense
Rhododendron saluenense är en ljungväxtart som beskrevs av Adrien René Franchet. Rhododendron saluenense ingår i släktet rododendron, och familjen ljungväxter. Utöver nominatformen finns också underarten R. s. prostratum.

## Bildgalleri

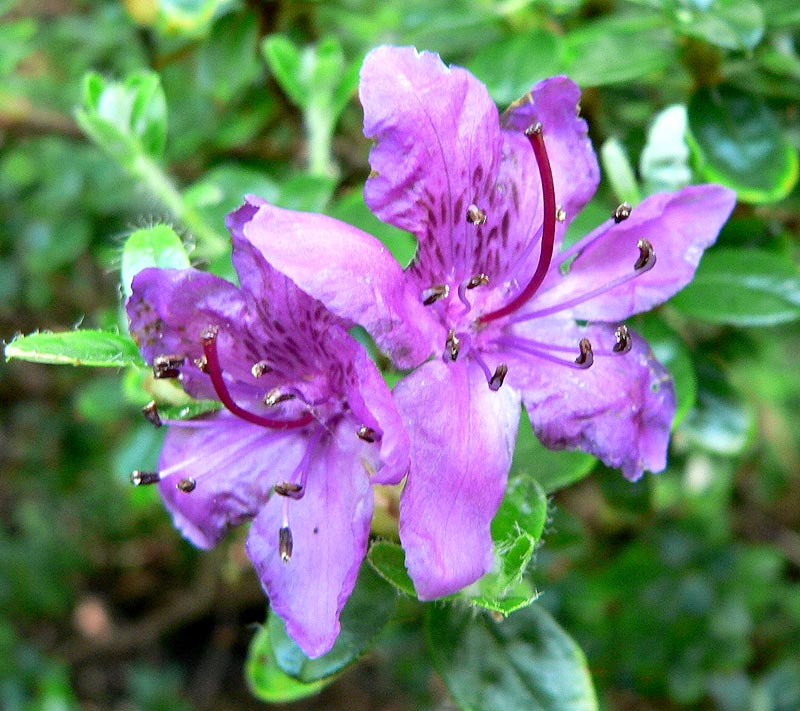
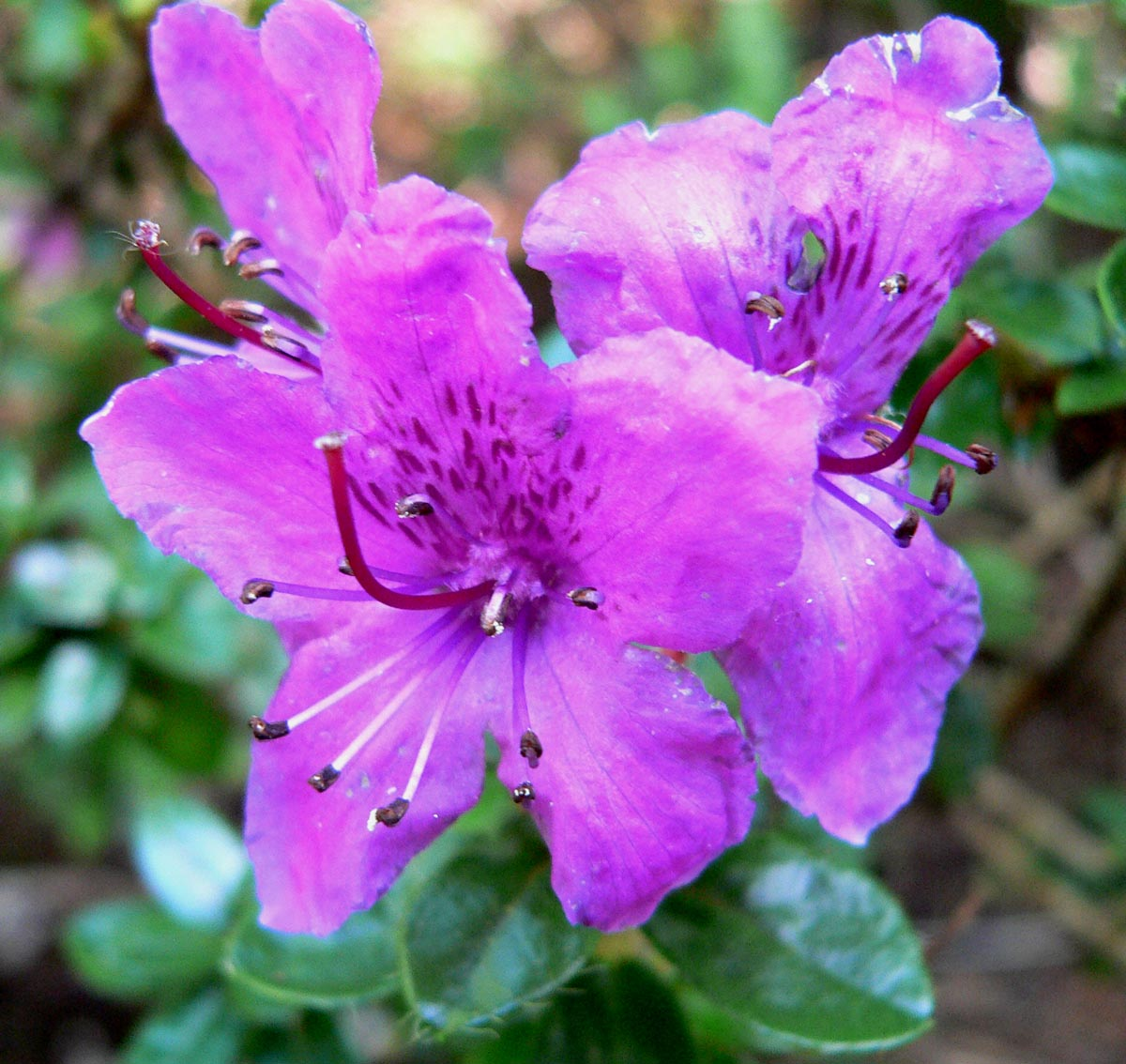
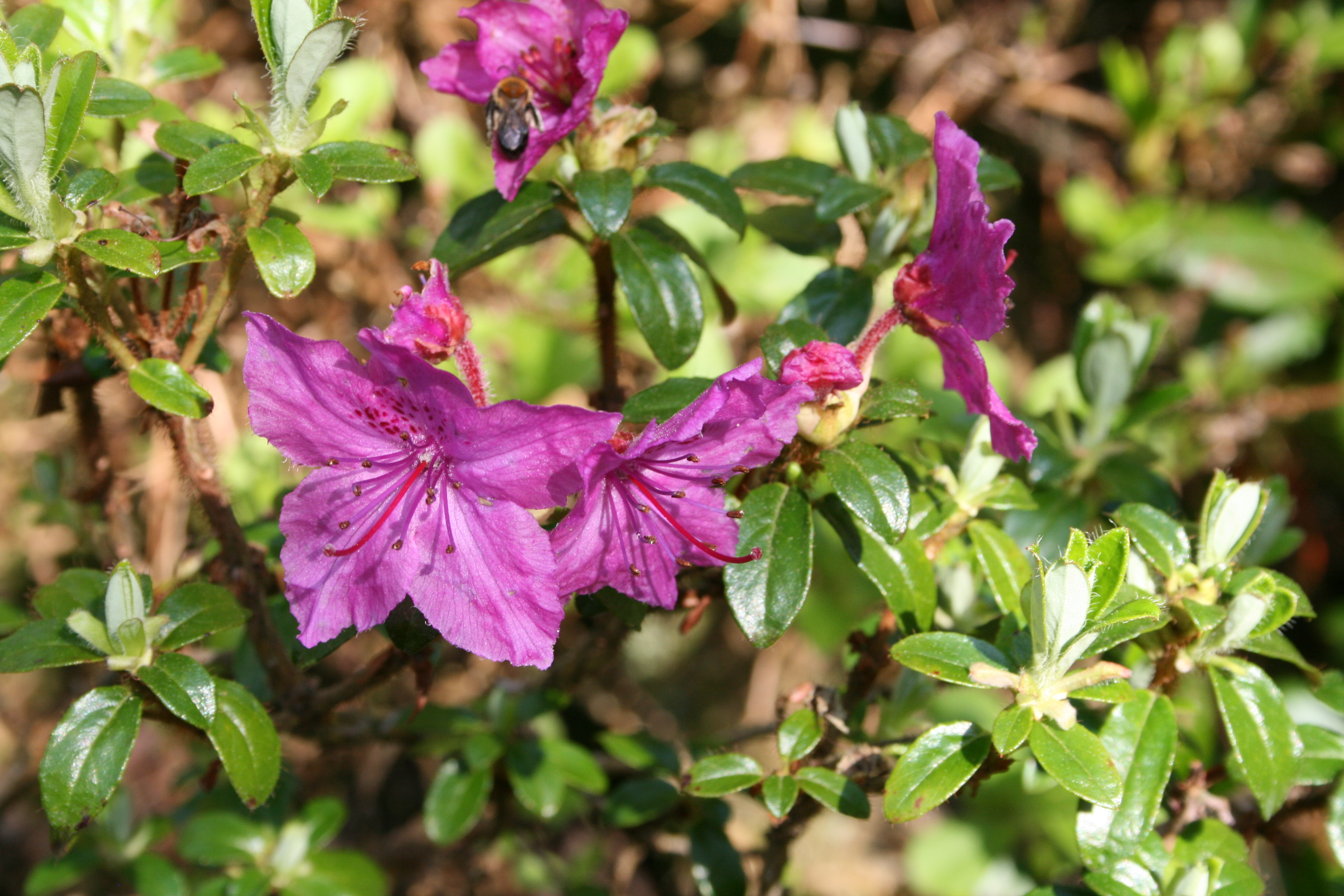
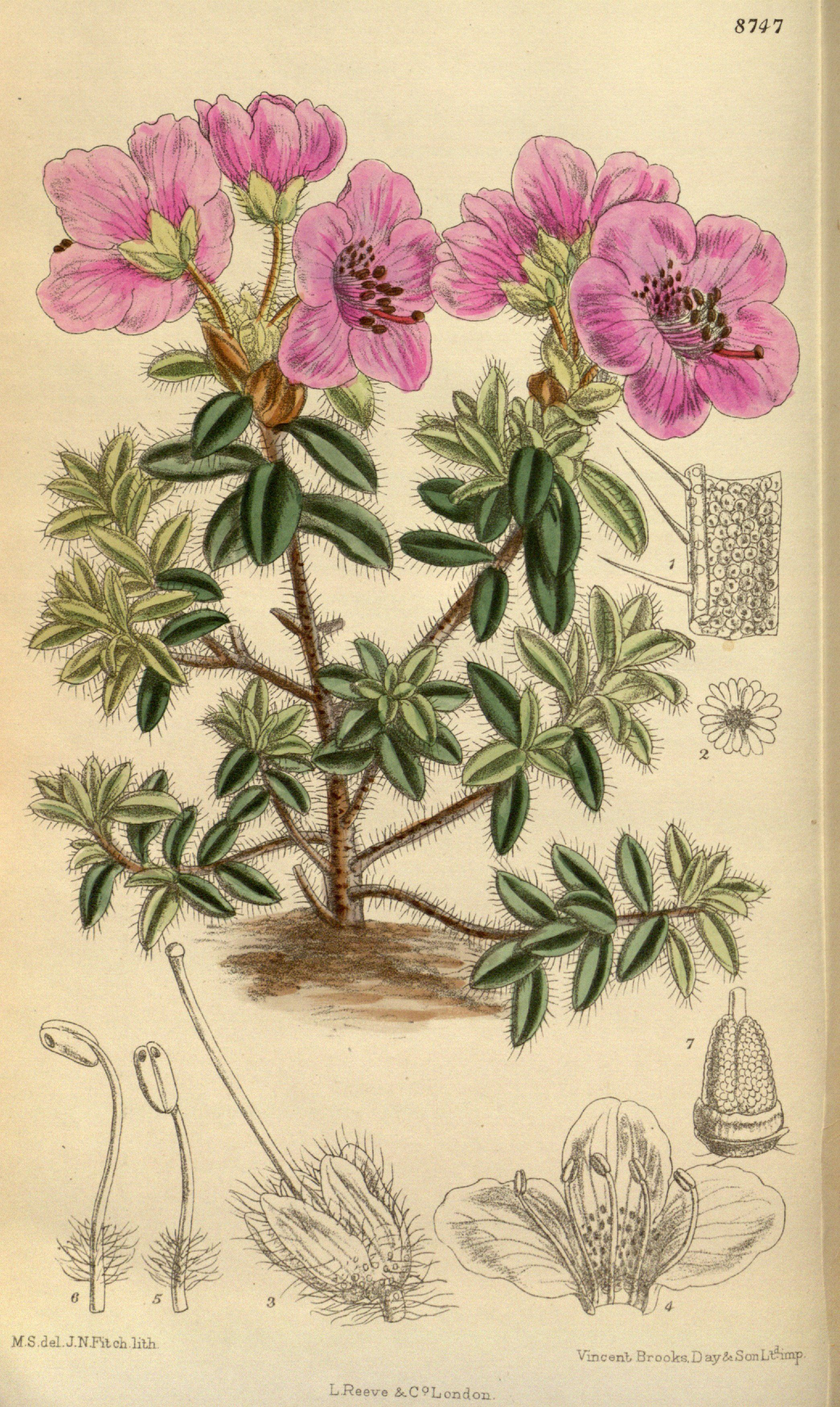